# Pékin central

Pékin central est un film français réalisé par Camille de Casabianca, tourné en Chine et sorti en 1986. Il est ressorti dans les salles françaises en 2008 et largement diffusé en Chine.

## Synopsis
Yves, journaliste coté, marié et père de famille, vient de décrocher un reportage sur la Chine touristique. Il décide d'emmener sa petite amie, Valérie, avec lui.
Valérie, Parisienne espiègle, est aussi une grande sentimentale. Au retour, elle espère habiter avec Yves qui doit se séparer de sa femme.
Autant Yves est carré et cartésien, autant Bruno, son photographe, est discret et souple. Pour les besoins du voyage, Yves, Bruno et Valérie partent en voyage organisé. Le groupe 44 d'Intervoyages est également composé de : Myriam, une dentiste en mal d'amour, qui s'intéresse à Bruno ; Clémentine, 73 ans, retraitée à Dol-de-Bretagne ; Jean, de Montpellier, qui s'intéresse aussi à Bruno ; Monsieur et Madame Petlet, garagistes à Vendôme ; et un couple d'amoureux silencieux.
On croit parfois qu'en allant très loin, cela va être romantique et merveilleux, mais quelques anicroches vont survenir...

## Fiche technique
- Image : Raymond Depardon
- Son : Luc Perini
- Musique : Michel Hardy
- Production : Bernard Verley
- Assistant réalisateur : Alain Tasma
- Scripte : Pascale Bailly
- Date de sortie : 
  - France : 8 octobre 1986

## Distribution
- Yves Rénier : Yves Barnier
- Christine Citti : Valérie Mareuil
- Marco Bisson : Bruno Decugis
- Sophie Deschamps : Myriam
- Béatrice Lord : Clémentine
- Jacques Pibarot : Jean
- Françoise Taguet : Madame Petlet
- Hubert Watrinet : Monsieur Petlet
- Pascale Bailly : l'amoureuse
- Alain Tasma : l'amoureux
- Xinming Cai : le guide
- Camille de Casabianca : Véronique